# Le Vengeur masqué
Le Vengeur masqué (My Little Duckaroo) est un cartoon, réalisé par Chuck Jones et sorti en 1954, qui met en scène Daffy Duck et Porky Pig. Il s'agit de la suite à Daffy la terreur (1951)